# Paragodon minutulus
Paragodon minutulus är en tvåvingeart som först beskrevs av Doesburg 1966.  Paragodon minutulus ingår i släktet Paragodon och familjen blomflugor.
Artens utbredningsområde är Surinam. Inga underarter finns listade i Catalogue of Life.